# Dying to Try
Dying To Try é uma canção do cantor Brendan Murray. Ele irá representar a Irlanda no Festival Eurovisão da Canção 2017.